# Skórnice-Poręba
Skórnice-Poręba est une localité polonaise de la gmina de Fałków, située dans le powiat de Końskie en voïvodie de Sainte-Croix.